# Чемпионат Украины по мини-футболу среди женщин
Чемпионат Украины по футзалу (мини-футболу) среди женщин — мини-футбольное соревнование среди женских украинских клубов. Проводится с 1995 года.

## Победители
| Год     | Чемпион                         | 2 место                       | 3 место                       |
| ------- | ------------------------------- | ----------------------------- | ----------------------------- |
| 1995    | «Ника» Черновцы/Полтава         | «Униспорт» Киев               | «Минора» Черкассы             |
| 1996    | «Беличанка» пгт Коцюбинское     | «Униспорт» Киев               | «Минора» Черкассы             |
| 1996/97 | «Ника» Полтава                  | «Минора» Черкассы             | «Харьковчанка» Харьков        |
| 1997/98 | «Ника-Университет» Полтава      | «Униспорт-Оболонь» Киев       | «Львовянка» Львов             |
| 1998/99 | «Ника-Педуниверситет» Полтава   | «Фортуна-Чексил» Чернигов     | «Оболонь» Киев                |
| 1999/00 | «Ника-Педуниверситет» Полтава   | «Фортуна-Чексил» Чернигов     | «Беличанка» пгт Коцюбинское   |
| 2000/01 | «Ника-Педуниверситет» Полтава   | «Фортуна-Чексил» Чернигов     | «Беличанка» пгт Коцюбинское   |
| 2001/02 | «Ника-Педуниверситет» Полтава   |                               | «Беличанка» пгт Коцюбинское   |
| 2002/03 | «Ника-Педуниверситет» Полтава   | «Фортуна-Чексил» Чернигов     | «Беличанка» пгт Коцюбинское   |
| 2003/04 | «Беличанка» пгт Коцюбинское     | «Спартак-Фортуна» Чернигов    | «Ника-Педуниверситет» Полтава |
| 2004/05 | «Ника-Педуниверситет» Полтава   | «Беличанка» пгт Коцюбинское   | «Интерпласт» Луганск          |
| 2005/06 | «Интерпласт» Луганск            | «Ника-Педуниверситет» Полтава | «СоцТех» Киев                 |
| 2006/07 | «Ника-Педуниверситет» Полтава   | «Беличанка» пгт Коцюбинское   | «СоцТех» Киев                 |
| 2007/08 | «Беличанка НПУ» пгт Коцюбинское | «НУХТ» Киев                   | «КиевГАЗ» Киев                |
| 2008/09 | «Беличанка-НПУ» пгт Коцюбинское | «Ника-Педуниверситет» Полтава | НУХТ Киев                     |
| 2009/10 | «Беличанка-НПУ» пгт Коцюбинское | «Олимпик» Днепропетровск      | «Спарта К» Киев               |
| 2010/11 | «Беличанка-НПУ» пгт Коцюбинское | «Ника-Педуниверситет» Полтава | «Спарта К» Киев               |
| 2011/12 | «Беличанка-НПУ» пгт Коцюбинское | «Олимпик» Днепропетровск      | «Ника-Педуниверситет» Полтава |
| 2012/13 | «Беличанка-НПУ» пгт Коцюбинское | «Ника-Педуниверситет» Полтава | «Злагода» Днепропетровск      |
| 2013/14 | «Беличанка-НПУ» пгт Коцюбинское | «ИМС-Униспорт» Киев           | «Ника-Педуниверситет» Полтава |